# Жук, Александр Афанасьевич
Александр Афанасьевич Жук (1918—1983) — советский офицер, участник Великой Отечественной войны, Герой Советского Союза (1945). Генерал-майор (27.08.1957).

## Биография
Александр Жук родился 31 декабря 1918 года в деревне Веска (ныне — Солигорский район Минской области Белоруссии). Учился в Минском торфяном техникуме. В 1934 году Жук был призван на службу в Рабоче-крестьянскую Красную Армию. В 1937 году он окончил Минское пехотное училище, в 1942 году — курсы «Выстрел». С марта 1942 года — на фронтах Великой Отечественной войны. Принимал участие в боях на Западном, Калининском, Донском, Брянском, Центральном, 1-м Украинском, 1-м и 2-м Белорусском фронтах. Участвовал в освобождении Польши, в том числе городов Новогеоргиевск и Прасныш. К весне 1945 года подполковник Александр Жук командовал 342-м стрелковым полком 136-й стрелковой дивизии 70-й армии 2-го Белорусского фронта. Отличился во время боёв в Германии.
18-20 апреля 1945 года Жук организовал форсирование своего полка через Ост-Одер и Вест-Одер. Закрепившись на захваченном плацдарме в районе населённого пункта Шёнинген (ныне — Каменец к югу от Щецина), полк расширил его, блокировав магистраль, что способствовало ускорению наступления советских войск на этом участке.
Указом Президиума Верховного Совета СССР от 29 июня 1945 года за «умелое командование стрелковым полком, образцовое выполнение боевых заданий командования на фронте борьбы с немецкими захватчиками и проявленные при этом мужество и героизм» подполковник Александр Жук был удостоен высокого звания Героя Советского Союза с вручением ордена Ленина и медали «Золотая Звезда» за номером 7486.
После окончания войны А. А. Жук продолжил службу в Советской Армии. В 1948 году он окончил Военную академию имени Фрунзе. С 9 июня 1956 по 29 ноября 1958 года командовал 29-й гвардейской механизированной дивизией (в мае 1957 года переформирована в 29-ю гвардейскую мотострелковую дивизию) 11-й гвардейской армии Прибалтийского военного округа (Каунас). В 1959 году генерал-майор А. А. Жук уволен в запас.
Проживал в Москве, работал в одном из московских НИИ. 

Могила Жука на Кунцевском кладбище Москвы.

Умер 18 июля 1983 года, похоронен на Кунцевском кладбище Москвы.
Был также награждён тремя орденами Красного Знамени, орденами Кутузова 3-й степени, Отечественной войны 1-й степени, Красной Звезды, рядом медалей.